# Ulee Gle (Idi Timur)
Ulee Gle is een bestuurslaag in het regentschap Aceh Timur van de provincie Atjeh, Indonesië. Ulee Gle telt 161 inwoners (volkstelling 2010).